# 王寂 (金朝)
王寂（1128年—1194年）字元老，號拙軒，薊州玉田（今河北省玉田縣）人。金代文學家。
先世為大名莘縣（今山東省莘縣）人，父王礎官至河南歸德府判官，育有三子︰長子即王寂；次子王寀，為修武校尉；三子缺名，進義副尉前同監睢州酒。王寂少穎悟，天德三年（1151年）進士。大定二年，爲太原祁縣令。十五年，前往白霫治理案件。十七年，因為父喪歸家。十八年，任真定府少尹，兼河北西路兵馬副都總管，後來遷為通州刺史，兼知軍事，又遷為中都副留守。大定二十六年（1186年）八月，黃河在衛州決堤，金世宗於是派遣時任戶部侍郎的王寂前往救災，但王寂並未救助受災居民，反而聚集民眾以網魚取官物為事，百姓怨嫉。金世宗聽聞之後，頗為反感，於是貶王寂為蔡州防禦使。明昌元年、二年，王寂奉命前往巡視遼東並處理案件。大約在明昌五年正月，王寂致仕。後以攝禮部尚書死，享年六十七，謚文肅。娶夫人張季玉，生有二子欽哉、直哉，一女昭餘。另有一子鄰哉。
王寂的著作，見於元好問《中州集》稱王寂「有《拙軒集》、《北遷錄》傳於世」。元好問又稱王寂「興陵朝，以文章、政事顯」，「元老專於詩」，「予謂詩固佳，恨依倣蘇才翁太過耳。」除了《北遷錄》已亡佚外，清人從《永樂大典》輯出《拙軒集》六卷、《遼東行部志》及《鴨江行部誌》。